# باربارا ماندرل
باربارا ماندرل (انگلیسی: Barbara Mandrell؛ زادهٔ ۲۵ دسامبر ۱۹۴۸) موسیقی‌دان اهل ایالات متحده آمریکا است.
از فیلم‌ها یا مجموعه‌های تلویزیونی که وی در آن‌ها نقش داشته است، می‌توان به سانست بیچ اشاره نمود.